# Mintonia
Genre
Mintonia est un genre d'araignées aranéomorphes de la famille des Salticidae.

## Distribution
Les espèces de ce genre se rencontrent en Asie du Sud-Est.

## Liste des espèces
Selon World Spider Catalog (version 25.5, 18/01/2025) :
- Mintonia breviramis Wanless, 1984
- Mintonia caliginosa Wanless, 1987
- Mintonia ignota Logunov & Azarkina, 2008
- Mintonia mackiei Wanless, 1984
- Mintonia melinauensis Wanless, 1984
- Mintonia nubilis Wanless, 1984
- Mintonia protuberans Wanless, 1984
- Mintonia ramipalpis (Thorell, 1890)
- Mintonia shiwandashan Wang, Mi, Li & Xu, 2024
- Mintonia silvicola Wanless, 1987
- Mintonia tauricornis Wanless, 1984

## Systématique et taxinomie
Ce genre a été décrit par Wanless en 1984 dans les Salticidae.

## Publication originale
- Wanless, 1984 : « A review of the spider subfamily Spartaeinae nom. n. (Araneae: Salticidae) with descriptions of six new genera. » Bulletin of the British Museum (Natural History) Zoology, vol. 46, no 2, p. 135-205 (texte intégral)